# Needlepoint Magic, Volume V
Needlepoint Magic, Volume V — концертный альбом американской певицы и пианистки Блоссом Дири, записанный в нью-йоркском ночном клубе Reno Sweeny и выпущенный в 1979 году на лейбле Daffodil Records.

## Отзывы критиков
| Оценки критиков                     | Оценки критиков |
| Источник                            | Оценка          |
| ----------------------------------- | --------------- |
| AllMusic                            | [ 2 ]           |
| Encyclopedia of Popular Music       | [ 3 ]           |
| The Rolling Stone Jazz Record Guide | [ 4 ]           |

В своём обзоре Питер Райлли из Stereo Review написал: «Уже долгое время Блоссом является одним из наших самых уникальных артистов. Неосознанно, великолепно, невозмутимо она поёт и исполняет песни так, как будто работает в рамках признанного вида искусства. Даже её собственному материалу придана та особая чёткость, которая отличает всё, к чему она прикасается, от обычного подхода „наполни-уши-красивыми-звуками“, который поражает так много исполнителей стандартов. Не то чтобы её умудрённый жизненным опытом, шепчущий вокальный стиль был каким-то неприятным, просто он используется для подачи материала, и она не стесняется запыхаться или сбиться с тона, если это усиливает коммуникацию».

## Список композиций
1. «The Ballad of the Shape of Things» (Шелдон Харник) — 3:07
2. «Lush Life» (Билли Стрейхорн) — 4:15
3. «When the World Was Young» (Джонни Мерсер, Мишель Филипп-Жерар, Анжель Ванье) — 5:47
4. «I’m Hip» (Боб Дороу, Дейв Фришберг) — 3:38
5. «Baby, It’s Cold Outside» (Фрэнк Лессер) — 4:00
6. «I Like You, You’re Nice» (Линда Альберт, Блоссом Дири) — 1:48
7. «Sweet Surprise» (Джим Каунсил, Блоссом Дири) — 4:30
8. «I’m Shadowing You» (Блоссом Дири, Джонни Мерсер) — 2:52
9. «Sweet Georgia Fame» (Блоссом Дири, Сандра Харрис) — 4:23
10. «Peel Me a Grape» (Дейв Фришберг) — 3:10
11. «Two Sleepy People» (Хоги Кармайкл, Фрэнк Лессер) — 4:12

## Участники записи
- Бас — Билл Такус
- Вокал — Блоссом Дири, Боб Дороу
- Звукорежиссёр — Эдвард Ремусат
- Фортепиано — Блоссом Дири